# Nomascus leucogenys
O gibão-de-bochechas-brancas-do-norte (Nomascus leucogenys), também conhecido simplesmente como gibão-de-bochechas-brancas é uma das 7 espécies de Nomascus. São encontradas populações principalmente em Laos eVietname. Desde 1990 que não há registo de populações na China. Antigamente foi incluído como uma subespécie de Nomascus concolor e Nomascus siki.
O seu genoma foi sequênciado e publicado em 2011.

## Estado de conservação
Esta espécie encontra-se atualmente listada como críticamente ameaçada pois houve um declíneo de mais de 80% da sua população nos últimos 45 anos devido à caça e à perda de habitat. A tendência é a mesma para daqui a 45 anos.